# Natalia Rok
Natalia Rok (ur. 14 kwietnia 1994 w Porębie) – polska bokserka, mistrzyni Polski.

## Kariera
W sierpniu 2019 roku wystąpiła na mistrzostwach Europy w Alcobendas w kategorii do 54 kg. W pierwszej rundzie pokonała Bułgarkę Złatisławę Czukanową 3:2, lecz w półfinale przegrała z Białorusinką Julią Apanasowicz. W październiku tego samego wzięła udział również w mistrzostwach świata w Ułan Ude w kategorii do 51 kg. W pierwszej rundzie odpadła po porażce z Wietnamką Nguyễn Thị Tâm.

## Wyniki
Wyniki igrzysk olimpijskich, mistrzostw świata, igrzysk europejskich i mistrzostw Europy.
| Rok  | Zawody             | Miejscowość | Kategoria | Runda       | Przeciwnik           | Wynik |
| ---- | ------------------ | ----------- | --------- | ----------- | -------------------- | ----- |
| 2019 | Mistrzostwa Europy | Alcobendas  | 54 kg     | 1. runda    | Złatisława Czukanowa | W 3:2 |
| 2019 | Mistrzostwa Europy | Alcobendas  | 54 kg     | Ćwierćfinał | Julia Apanasowicz    | P 0:5 |
| 2019 | Mistrzostwa świata | Ułan Ude    | 51 kg     | 1. runda    | Nguyễn Thị Tâm       | P 1:4 |